# 158-й меридіан східної довготи
158-й меридіан східної довготи — лінія довготи, що лежить на 158 градусів східніше Гринвіцького меридіана. Вона проходить від Північного полюса через Північний Льодовитий океан, Азію, Тихий океан, Австралазію, Південний океан та Антарктиду до Південного полюса.
158-й меридіан східної довготи формує велике коло разом із 22-гим меридіаном західної довготи.

## Список географічних об'єктів, що перетинає 158° сх. д.
Починаючи на Північному полюсі та рухаючись до Південного полюса, 158-й меридіан східної довготи проходить через:
| Координати                                                   | Країна, територія або море   | Примітки                                                                  |
| ------------------------------------------------------------ | ---------------------------- | ------------------------------------------------------------------------- |
| 90°0′ пн. ш. 158°0′ сх. д. / 90.000° пн. ш. 158.000° сх. д.  | Північний Льодовитий океан   |                                                                           |
| 76°49′ пн. ш. 158°0′ сх. д. / 76.817° пн. ш. 158.000° сх. д. | Росія                        | Проходить через острів Жаннетти                                           |
| 76°46′ пн. ш. 158°0′ сх. д. / 76.767° пн. ш. 158.000° сх. д. | Східносибірське море         |                                                                           |
| 71°1′ пн. ш. 158°0′ сх. д. / 71.017° пн. ш. 158.000° сх. д.  | Росія                        |                                                                           |
| 61°44′ пн. ш. 158°0′ сх. д. / 61.733° пн. ш. 158.000° сх. д. | Охотське море                | Затока Шеліхова                                                           |
| 57°59′ пн. ш. 158°0′ сх. д. / 57.983° пн. ш. 158.000° сх. д. | Росія                        | Проходить через Камчатський півострів                                     |
| 51°44′ пн. ш. 158°0′ сх. д. / 51.733° пн. ш. 158.000° сх. д. | Тихий океан                  |                                                                           |
| 6°49′ пн. ш. 158°0′ сх. д. / 6.817° пн. ш. 158.000° сх. д.   | Федеративні Штати Мікронезії | Проходить через атол Ант[en]                                              |
| 6°45′ пн. ш. 158°0′ сх. д. / 6.750° пн. ш. 158.000° сх. д.   | Тихий океан                  | Проходить між островами Сікопо[en] та Керехікапа[en], Соломонові Острови  |
| 7°27′ пд. ш. 158°0′ сх. д. / 7.450° пд. ш. 158.000° сх. д.   | Протока Нью-Джорджія[en]     |                                                                           |
| 8°30′ пд. ш. 158°0′ сх. д. / 8.500° пд. ш. 158.000° сх. д.   | Соломонові Острови           | Проходить через острови Марово[en] та Вангуну[en]                         |
| 8°46′ пд. ш. 158°0′ сх. д. / 8.767° пд. ш. 158.000° сх. д.   | Соломонове море              |                                                                           |
| 11°49′ пд. ш. 158°0′ сх. д. / 11.817° пд. ш. 158.000° сх. д. | Коралове море                | Проходить західніше островів Честерфілд, Нова Каледонія                   |
| 29°56′ пд. ш. 158°0′ сх. д. / 29.933° пд. ш. 158.000° сх. д. | Тихий океан                  |                                                                           |
| 60°0′ пд. ш. 158°0′ сх. д. / 60.000° пд. ш. 158.000° сх. д.  | Південний океан              |                                                                           |
| 69°14′ пд. ш. 158°0′ сх. д. / 69.233° пд. ш. 158.000° сх. д. | Антарктида                   | Проходить через Австралійську антарктичну територію (претендує Австралія) |